# Thrixspermum walkeri
Thrixspermum walkeri är en orkidéart som beskrevs av Gunnar Seidenfaden och Paul Ormerod. Thrixspermum walkeri ingår i släktet Thrixspermum och familjen orkidéer.
Artens utbredningsområde är Sri Lanka. Inga underarter finns listade i Catalogue of Life.